# Mistrzostwa Świata w Kajakarstwie 1950
3. Mistrzostwa świata w kajakarstwie odbyły się w dniach 4–6 sierpnia 1950 w Kopenhadze.
Rozegrano 13 konkurencji męskich i 2 kobiece. Mężczyźni startowali w kanadyjkach jedynkach (C-1) i dwójkach (C-2) oraz w kajakach jedynkach (K-1), dwójkach (K-2) i czwórkach (K-4), zaś kobiety w kajakach jedynkach i dwójkach. Po raz pierwszy rozegrano mistrzostwa w konkurencjach C-1 na 10 000 metrów mężczyzn i K-4 na 10 000 metrów mężczyzn.  Dystans wyścigu kobiet K-1 został skrócony do 500 metrów.
Pierwsze miejsce w klasyfikacji medalowej wywalczyli reprezentanci Szwecji.

## Medaliści

### Mężczyźni

#### Kanadyjki
| Konkurencja: | Złoto:                                      | Rezultat  | Srebro:                                    | Rezultat  | Brąz:                                              | Rezultat  |
| C-1 1000 m   | Josef Holeček                               | 5:19,7    | Robert Boutigny                            | 5:21,5    | Bengt Backlund                                     | 5:28,5    |
| C-1 10 000 m | Robert Boutigny                             | 1:00:33,1 | Josef Holeček                              | 1:01:01,0 | Bengt Backlund                                     | 1:01:28,3 |
| C-2 1000 m   | Czechosłowacja · Jan Brzák · Bohumil Kudrna | 4:56,7    | Francja · Georges Dransart · Armand Loreau | 5:00,0    | Czechosłowacja · Václav Havel · Jiří Pecka         | 5:08,2    |
| C-2 10 000 m | Czechosłowacja · Jan Brzák · Bohumil Kudrna | 54:22,4   | Francja · Georges Dransart · Armand Loreau | 54:27,0   | Czechosłowacja · Bohuslav Karlík · Oldřich Lomecký | 54:29,4   |

#### Kajaki
| Konkurencja:  | Złoto:                                                                           | Rezultat | Srebro:                                                                         | Rezultat | Brąz:                                                                           | Rezultat |
| K-1 500 m     | Johan Andersen                                                                   | 2:06,8   | Lennart Klingström                                                              | 2:07,0   | Andreas Lind                                                                    | 2:07,5   |
| K-1 1000 m    | Gert Fredriksson                                                                 | 4:18,1   | Thorvald Strömberg                                                              | 4:21,2   | Lars Pettersson                                                                 | 4:22,2   |
| K-1 10 000 m  | Thorvald Strömberg                                                               | 47:10,5  | Gert Fredriksson                                                                | 48:01,5  | Arne Jansson                                                                    | 48:01,6  |
| K-1 4 × 500 m | Szwecja · Lars Glassér · Ingemar Hedberg · Lennart Klingström · Gert Fredriksson | 8:15,4   | Dania · Poul Agger · Andreas Lind · Ejvind Hansen · Johan Andersen              | 8:24,4   | Austria · Herbert Klepp · Max Raub · Herbert Wiedermann · Günther Rührnschopf   | 8:26,0   |
| K-2 500 m     | Szwecja · Lars Glassér · Ingemar Hedberg                                         | 1:49,3   | Szwecja · Henry Pettersson · Berndt Haeppling                                   | 1:52,4   | Austria · Max Raub · Herbert Wiedermann                                         | 1:53,8   |
| K-2 1000 m    | Szwecja · Lars Glassér · Ingemar Hedberg                                         | 3:56,7   | Norwegia · Ivar Mathisen · Knut Østby                                           | 4:01,2   | Holandia · Piet Bakker · Harrie Koorstra                                        | 4:02,4   |
| K-2 10 000 m  | Szwecja · Gunnar Åkerlund · Hans Wetterström                                     | 44:21,6  | Dania · Svend Frømming · Ingvard Nørregaard                                     | 44:31,7  | Szwecja · Karl-Erick Björk · Per-Olav Olsson                                    | 44:39,8  |
| K-4 1000 m    | Szwecja · Einar Pihl · Hans Eriksson · Lars Pettersson · Berndt Haeppling        | 3:32,1   | Szwecja · Gunnar Åkerlund · Ebbe Frick · Sven-Olov Sjödelius · Hans Wetterström | 3:33,3   | Austria · Herbert Klepp · Walter Frühwirth · Hans Ortner · Paul Felinger        | 3:37,0   |
| K-4 10 000 m  | Szwecja · Karl Andersson · Stig Andersson · Gösta Gustavsson · Harry Johansson   | 38:51,0  | Szwecja · Karl-Erick Björk · Per-Olav Olsson · Klas Norgren · Arne Jansson      | 38:56,8  | Austria · Walter Piemann · Alfred Schmidtberger · Otto Lackner · Alfred Krammer | 40:18,0  |

### Kobiety

#### Kajaki
| Konkurencja: | Złoto:                                   | Rezultat | Srebro:                                       | Rezultat | Brąz:                                     | Rezultat |
| K-1 500 m    | Sylvi Saimo                              | 2:25,0   | Karen Hoff                                    | 2:29,7   | Fritzi Schwingl                           | 2:30,3   |
| K-2 500 m    | Finlandia · Sylvi Saimo · Greta Grönholm | 2:10,0   | Austria · Gertrude Liebhart · Fritzi Schwingl | 2:11,5   | Szwecja · Ingrid Wallgren · Lisa Lundberg | 2:14,1   |

## Klasyfikacja medalowa
| Miejsce | Państwo        | Złoto | Srebro | Brąz | Razem |
| ------- | -------------- | ----- | ------ | ---- | ----- |
| 1       | Szwecja        | 7     | 5      | 6    | 18    |
| 2       | Czechosłowacja | 3     | 1      | 2    | 6     |
| 3       | Finlandia      | 3     | 1      | 0    | 4     |
| 4       | Dania          | 1     | 3      | 1    | 5     |
| 5       | Francja        | 1     | 3      | 0    | 4     |
| 6       | Austria        | 0     | 1      | 5    | 6     |
| 7       | Norwegia       | 0     | 1      | 0    | 1     |
| 8       | Holandia       | 0     | 0      | 1    | 1     |
|         | Razem          | 15    | 15     | 15   | 45    |